# Campeonato Europeo de Pentatlón Moderno de 2014
El XXIII Campeonato Europeo de Pentatlón Moderno se celebró en Székesfehérvár (Hungría) entre el 10 y el 15 de junio de 2014 bajo la organización de la Unión Internacional de Pentatlón Moderno (UIPM) y la Federación Húngara de Pentatlón Moderno.
Las pruebas de tiro, esgrima, salto ecuestre y campo a través se realizaron en las instalaciones del centro deportivo Bregyó közi Sportcentrum, y las pruebas de natación, en las piscinas Csitáry G. Emil Uszoda és Strand de la ciudad magiar.

## Masculino

### Individual
| Puesto | Atleta             | País    | ESG | NAT | HÍP | CAR + TIR | Total |
| ------ | ------------------ | ------- | --- | --- | --- | --------- | ----- |
| Oro    | Alexandr Lesun     | Rusia   | 286 | 324 | 296 | 587       | 1493  |
| Plata  | Ilia Frolov        | Rusia   | 232 | 318 | 296 | 639       | 1485  |
| Bronce | Pavlo Tymoshchenko | Ucrania | 268 | 318 | 258 | 632       | 1476  |

### Equipos
| Puesto | País            | ESG | NAT | HÍP | CAR + TIR | Total |
| ------ | --------------- | --- | --- | --- | --------- | ----- |
| Oro    | Hungría         | 642 | 978 | 844 | 1860      | 4324  |
| Plata  | Italia          | 576 | 915 | 877 | 1868      | 4236  |
| Bronce | República Checa | 582 | 967 | 812 | 1842      | 4203  |

### Por relevos
| Puesto | Atletas                         | País        | ESG | NAT | HÍP | CAR + TIR | Total |
| ------ | ------------------------------- | ----------- | --- | --- | --- | --------- | ----- |
| Oro    | Oleg Naumov Ilia Frolov         | Rusia       | 250 | 360 | 292 | 656       | 1558  |
| Plata  | Valentin Belaud Valentin Prades | Francia     | 210 | 358 | 300 | 671       | 1539  |
| Bronce | Samuel Curry Thomas Toolis      | Reino Unido | 230 | 362 | 291 | 635       | 1518  |

## Femenino

### Individual
| Puesto | Atleta               | País     | ESG | NAT | HÍP | CAR + TIR | Total |
| ------ | -------------------- | -------- | --- | --- | --- | --------- | ----- |
| Oro    | Lena Schöneborn      | Alemania | 262 | 271 | 286 | 542       | 1361  |
| Plata  | Viktoriya Tereshchuk | Ucrania  | 238 | 287 | 300 | 519       | 1344  |
| Bronce | Donata Rimšaitė      | Rusia    | 250 | 271 | 293 | 523       | 1337  |

### Equipos
| Puesto | País     | ESG | NAT | HÍP | CAR + TIR | Total |
| ------ | -------- | --- | --- | --- | --------- | ----- |
| Oro    | Alemania | 618 | 835 | 865 | 1594      | 3912  |
| Plata  | Ucrania  | 666 | 884 | 845 | 1516      | 3911  |
| Bronce | Italia   | 630 | 848 | 858 | 1546      | 3882  |

### Por relevos
| Puesto | Atletas                              | País     | ESG | NAT | HÍP | CAR + TIR | Total |
| ------ | ------------------------------------ | -------- | --- | --- | --- | --------- | ----- |
| Oro    | Viktoriya Tereshchuk Anastasiya Spas | Ucrania  | 225 | 338 | 293 | 551       | 1407  |
| Plata  | Lena Schöneborn Annika Schleu        | Alemania | 235 | 309 | 280 | 576       | 1400  |
| Bronce | Anna Buriak Anna Savchenko           | Rusia    | 195 | 325 | 293 | 574       | 1387  |

## Relevo mixto
| Puesto | Atletas                              | País        | ESG | NAT | HÍP | CAR + TIR | Total |
| ------ | ------------------------------------ | ----------- | --- | --- | --- | --------- | ----- |
| Oro    | Laura Asadauskaitė Justinas Kinderis | Lituania    | 220 | 336 | 300 | 635       | 1491  |
| Plata  | Samantha Murray Joseph Evans         | Reino Unido | 220 | 359 | 299 | 610       | 1488  |
| Bronce | Oktawia Nowacka Łukasz Klekot        | Polonia     | 185 | 339 | 300 | 634       | 1458  |

## Medallero
| Núm. | País            | Oro | Plata | Bronce | Total |
| ---- | --------------- | --- | ----- | ------ | ----- |
| 1    | Rusia           | 2   | 1     | 2      | 5     |
| 2    | Alemania        | 2   | 1     | 0      | 2     |
| 3    | Ucrania         | 1   | 2     | 1      | 4     |
| 4    | Hungría         | 1   | 0     | 0      | 1     |
| 4    | Lituania        | 1   | 0     | 0      | 1     |
| 6    | Italia          | 0   | 1     | 1      | 2     |
| 6    | Reino Unido     | 0   | 1     | 1      | 2     |
| 8    | Francia         | 0   | 1     | 0      | 1     |
| 9    | Polonia         | 0   | 0     | 1      | 1     |
| 9    | República Checa | 0   | 0     | 1      | 1     |
|      | TOTAL           | 7   | 7     | 7      | 21    |